# Cylindropuntia calmalliana
Cylindropuntia calmalliana, conocida comúnmente como cholla de Calmalli, es una especie de planta suculenta perteneciente al género Cylindropuntia, dentro de la familia Cactaceae. Es endémica del noroeste de México (concretamente del estado mexicano de Baja California).

## Descripción
Cylindropuntia calmalliana es una especie de cactus que crece como un arbusto muy ramificado desde la base, que alcanza alturas de 1 a 2 m. Los tallos son erectos, articulados y están formados por segmentos rígidos. Cada uno de ellos mide de 8,5 a 25 cm de largo y de 2 a 2,7 cm de diámetro. Su forma es cilíndrica, tienen la epidermis de color verde grisáceo o glauco y presentan tubérculos alargados.

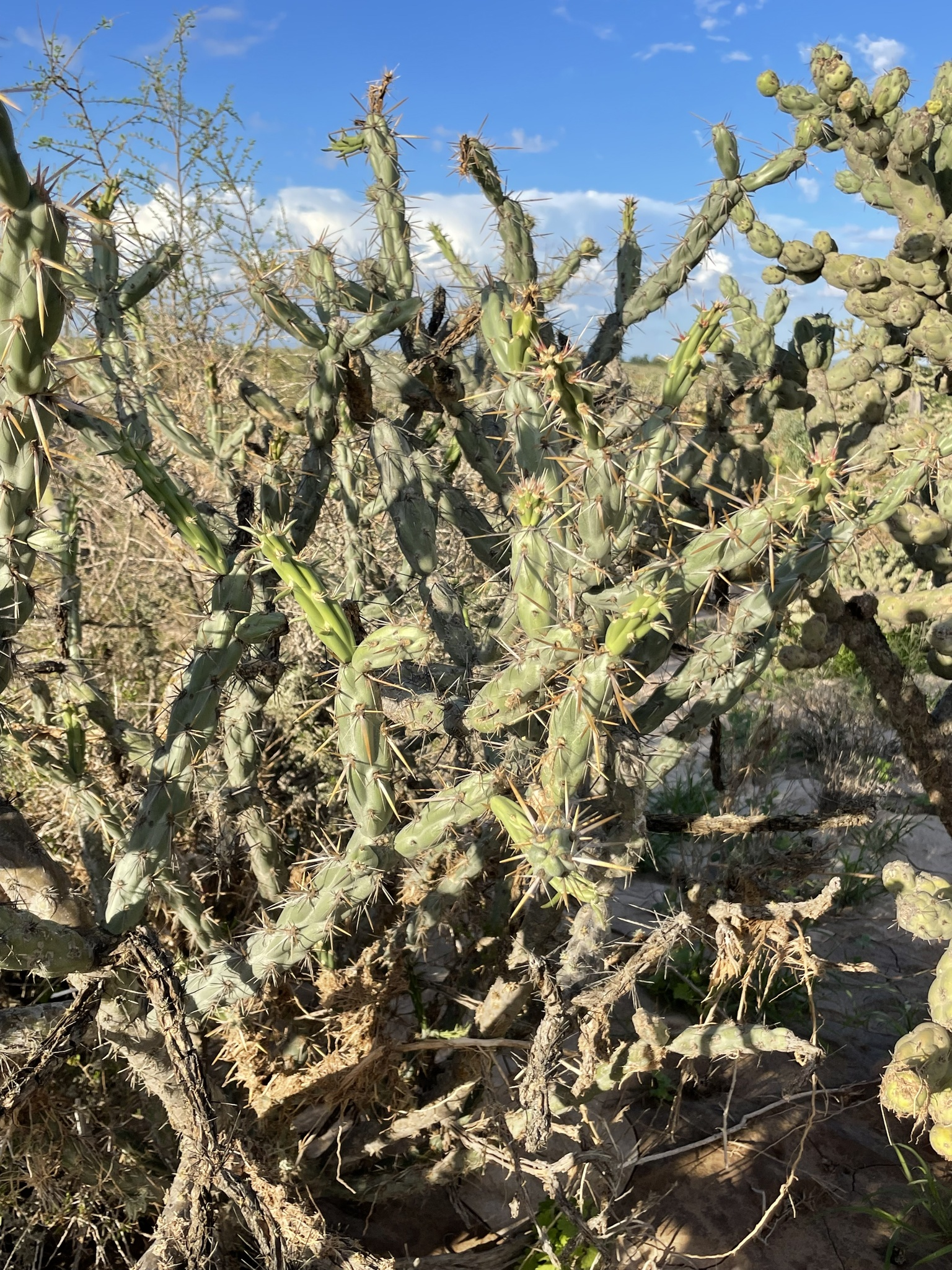
Detalle de los tallos

Sobre los tallos se asientan areolas que aunque inicialmente son de color crema, con el tiempo se tornan grises. Poseen gloquidios oscuros poco aparentes, miden de 2 a 3 mm de largo y a menudo algunos de ellos parecen cerdas. También tienen de 4 a 9 espinas (aunque a veces pueden faltar) cubiertas por una vaina epidérmica ligera que parece de papel. Son de color marrón anaranjado, tienen la punta amarilla y se vuelven grises con la edad. De entre ellas, destacan de 1 a 4 espinas principales erguidas que miden de 1,5 a 3,5 cm.
Las flores son de color marrón amarillento o bronce a rojo, se abren durante el día (diurnas) y son polinizadas por abejas. Los frutos son de color verde a amarillo y su forma va de barril a maza. Son carnosos y (casi) sin espinas. Miden de 2,5 a 5,5 cm de largo y alcanzan diámetros de 1,8 a 2,6 cm.

## Distribución y hábitat
El área de distribución nativa de esta especie es el noroeste de México (concretamente del estado mexicano de Baja California) y crece principalmente en biomas desérticos o de matorral seco, a altitudes no mayores de 48 metros sobre el nivel del mar
Habita en llanuras arenosas y laderas con grava, normalmente asociada con Yucca valida.

## Taxonomía
La primera descripción de esta especie fue como Opuntia calmalliana, publicada en 1896 por el botánico estadounidense John Merle Coulter en la revista científica Contributions from the United States National Herbarium 3: 453.
Posteriormente, el botánico danés Frederik Marcus Knuth colocó la especie en el género Cylindropuntia, pasando a llamarse Cylindropuntia calmalliana y anotando estos cambios en el libro Kaktus-ABC: 125 en el año 1936.
Etimología
- Cylindropuntia: nombre genérico formado por dos palabras: el sustantivo griego kýlindros (que significa 'cilindro') y el género Opuntia, (con el que el género tiene similitudes), haciendo referencia a la forma cilíndrica de los tallos de las plantas.
- calmalliana: epíteto específico geográfico que hace referencia al área de Calmallí en el Municipio de San Quintín, lugar donde habita la especie.[7]

## Estado de conservación
En la Lista Roja de Especies Amenazadas de la UICN, la especie está clasificada como de “Preocupación Menor (LC)” y no se conocen amenazas importantes para la conservación de esta especie.

## Usos
Se cultiva principalmente como planta ornamental y su propagación se realiza a través de esquejes o semillas.